# 多脉暗罗
多脉暗罗（学名：Polyalthia pingpienensis）为番荔枝科暗罗属的植物，为中国的特有植物。分布于中国大陆的云南等地，生长于海拔1,460米的地区，一般生长在山地密林中，目前尚未由人工引种栽培。